# Morpho susarion
Morpho susarion är en fjärilsart som beskrevs av Hans Fruhstorfer 1912. Morpho susarion ingår i släktet Morpho och familjen praktfjärilar. Inga underarter finns listade i Catalogue of Life.